# Marcy Ávila
Marcy Ávila (Caracas, Venezuela; 5 de febrero de 1997) es una youtuber, actriz, músico multinstrumentista, productora musical, artista de efectos visuales y activista transgénero de la comunidad LGBTI venezolana.
Ávila además es cofundadora de la banda de rock alternativo venezolana Made In Mars y ha participado en series de televisión como Almas En Pena distribuida por Amazon Prime Video.

## Biografía
Nació bajo el nombre de Marcel Ávila, el 5 de febrero de 1997 en la ciudad de Caracas, Venezuela. Comenzó su carrera artística como actriz de teatro a la edad de 5 años para posteriormente iniciarse en la televisión. Debutó como actriz de televisión interpretando a Martín en la telenovela venezolana Eneamiga producida por RCTV Producciones en el 2018.
Desde que inició su transición en 2018 ha sido muy abierta narrando su experiencia y documentando como ha sido su proceso, con el fin de disminuir la transfobia al hacer visible su caso.

## Filmografía

### Televisión
| Año  | Título        | Personaje | Cadena | Notas                              | Ref(s)      |
| ---- | ------------- | --------- | ------ | ---------------------------------- | ----------- |
| 2019 | Eneamiga      | Martín    | RCTV   |                                    | [ 3 ]       |
| 2020 | Almas en pena | Luiggy    | RCTV   | Distribuida por Amazon Prime Video | [ 7 ] [ 3 ] |

## Discografía
| Sencillos - «Superficial» (2015) - «Alien» (2016) - «Despacito (Versión rock)» (2017) - «NO te quiero.» (2020) - «P*to covid» (2022) |

## Premios y nominaciones
| Lista de premios y nominaciones | Lista de premios y nominaciones | Lista de premios y nominaciones         | Lista de premios y nominaciones | Lista de premios y nominaciones | Lista de premios y nominaciones | Lista de premios y nominaciones |
| Año                             | Organización                    | Categoría                               | Trabajo                         | Resultado                       | Ref(s)                          |                                 |
| ------------------------------- | ------------------------------- | --------------------------------------- | ------------------------------- | ------------------------------- | ------------------------------- | ------------------------------- |
| 2008                            | Diario El Nacional              | Activista Ambiental Mención Audiovisual | El planeta es un bebé           | Ganadora                        | [ 8 ] [ 9 ]                     |                                 |
| 2011                            | Fundación Fecoven               | Mejor Cortometraje Estudiantil          | Vortex                          | Ganadora                        | [ 10 ]                          |                                 |
| 2016                            | Sibelius Fest                   | Guitarrista Más Votado                  | Alien                           | Ganadora                        | [ 11 ]                          |                                 |
| 2016                            | Sibelius Fest                   | Guitarrista Más Visto                   | Alien                           | Ganadora                        | [ 11 ]                          |                                 |
| 2019                            | Premios Pepsi Music             | Artista Digital Del Año                 | Ella misma                      | Nominada                        | [ 12 ] [ 13 ]                   |                                 |
| 2022                            | Instagram                       | #DaleTú: Creador influyente             | Ella misma                      | Ganadora                        | [ 14 ]                          |                                 |